# Le Thou
Pour les articles homonymes, voir Thou.
Le Thou est une commune française située dans le département de la Charente-Maritime (région Nouvelle-Aquitaine).
Ses habitants sont appelés les Tholusiens et les Tholusiennes.
Le Thou est située dans la deuxième couronne de La Rochelle.

## Géographie
Grande commune de 1 900 hectares, sa population est en augmentation constante : 792 habitants en 1968, 1 744 en février 2011.
Le territoire fut longtemps fortement boisé. De grands défrichements ont permis la culture dominante de la vigne jusqu’à la crise du phylloxéra à la fin des années 1860. Les agriculteurs se tournèrent alors vers l’élevage bovin et la culture des céréales.

### Hameaux et lieux-dits
La commune comporte de nombreux hameaux et écarts : Charmeneuil, Cigogne, la Gare, le Chiron, la Gravelle, la Folie, la Preuille, Saint-Sorlin, Borderie, Chaumes, Mont d’or, Merluzine, Piedjoint, Piquefesse...

### Communes limitrophes
| Croix-Chapeau | Aigrefeuille-d'Aunis |          |
| Thairé        | du Thou              | Forges   |
| Ballon        | Ciré-d'Aunis         | Landrais |

## Urbanisme

### Typologie
Au 1er janvier 2024, Le Thou est catégorisée bourg rural, selon la nouvelle grille communale de densité à 7 niveaux définie par l'Insee en 2022.
Elle est située hors unité urbaine. Par ailleurs la commune fait partie de l'aire d'attraction de La Rochelle, dont elle est une commune de la couronne,. Cette aire, qui regroupe 72 communes, est catégorisée dans les aires de 200 000 à moins de 700 000 habitants,.

### Occupation des sols
L'occupation des sols de la commune, telle qu'elle ressort de la base de données européenne d’occupation biophysique des sols Corine Land Cover (CLC), est marquée par l'importance des territoires agricoles (91,9 % en 2018), en diminution par rapport à 1990 (98,3 %). La répartition détaillée en 2018 est la suivante :
terres arables (83 %), zones agricoles hétérogènes (8,9 %), zones urbanisées (6,3 %), zones industrielles ou commerciales et réseaux de communication (1,7 %), forêts (0,1 %). L'évolution de l’occupation des sols de la commune et de ses infrastructures peut être observée sur les différentes représentations cartographiques du territoire : la carte de Cassini (XVIIIe siècle), la carte d'état-major (1820-1866) et les cartes ou photos aériennes de l'IGN pour la période actuelle (1950 à aujourd'hui).

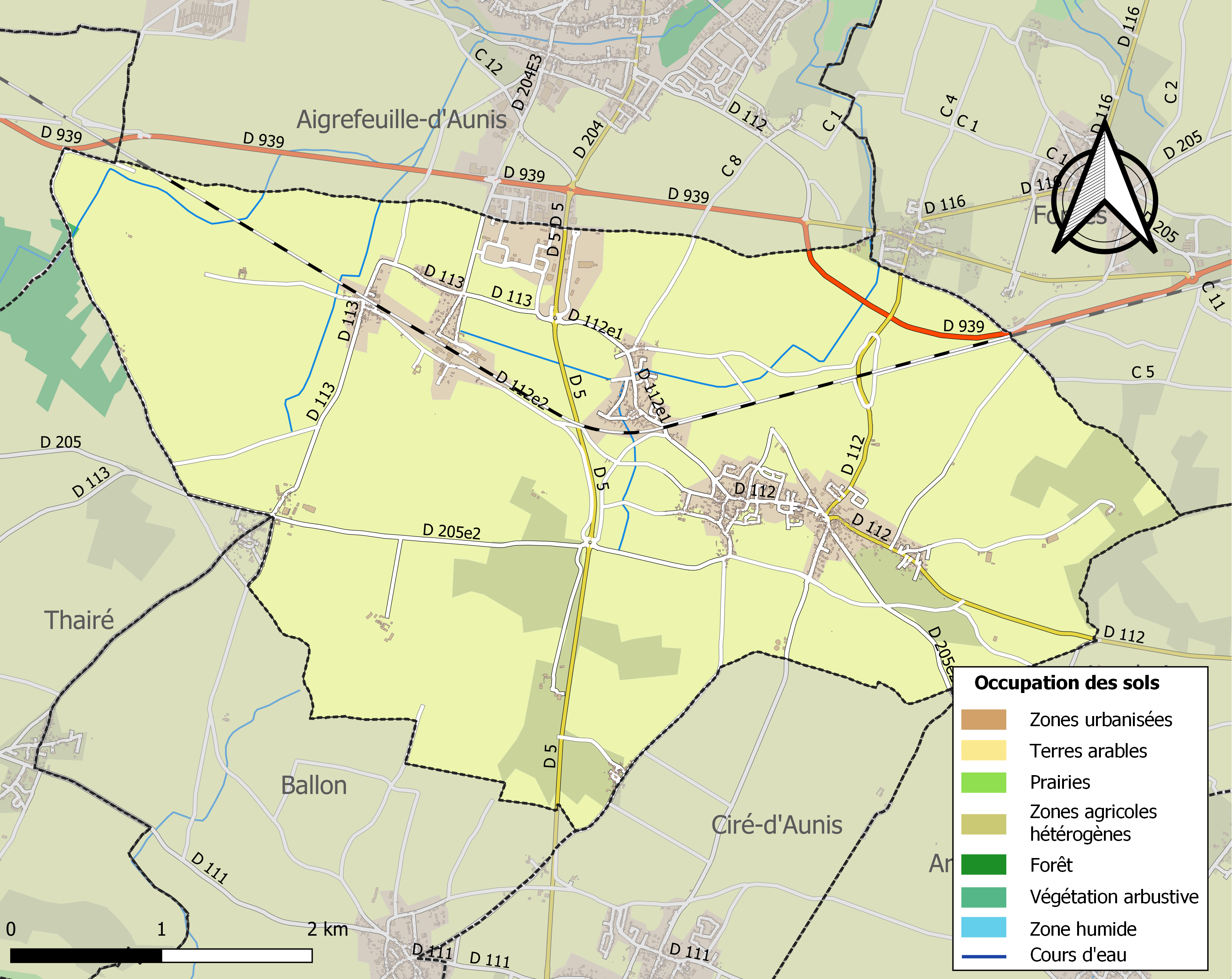
Carte des infrastructures et de l'occupation des sols de la commune en 2018 (CLC).

### Risques majeurs
Le territoire de la commune du Thou est vulnérable à différents aléas naturels : météorologiques (tempête, orage, neige, grand froid, canicule ou sécheresse), inondations, mouvements de terrains et séisme (sismicité modérée). Il est également exposé à un risque technologique, le transport de matières dangereuses. Un site publié par le BRGM permet d'évaluer simplement et rapidement les risques d'un bien localisé soit par son adresse soit par le numéro de sa parcelle.

#### Risques naturels
Certaines parties du territoire communal sont susceptibles d’être affectées par le risque d’inondation par débordement de cours d'eau. La commune a été reconnue en état de catastrophe naturelle au titre des dommages causés par les inondations et coulées de boue survenues en 1982, 1993, 1999, 2007 et 2010,.
La commune est vulnérable au risque de mouvements de terrainsdes tassements différentiels.
Par ailleurs, afin de mieux appréhender le risque d’affaissement de terrain, l'inventaire national des cavités souterraines permet de localiser celles situées sur la commune.
Concernant les mouvements de terrains, la commune a été reconnue en état de catastrophe naturelle au titre des dommages causés par la sécheresse en 1989, 2003 et 2005 et par des mouvements de terrain en 1999 et 2010.

#### Risques technologiques
Le risque de transport de matières dangereuses sur la commune est lié à sa traversée par une ou des infrastructures routières ou ferroviaires importantes ou la présence d'une canalisation de transport d'hydrocarbures. Un accident se produisant sur de telles infrastructures est susceptible d’avoir des effets graves sur les biens, les personnes ou l'environnement, selon la nature du matériau transporté. Des dispositions d’urbanisme peuvent être préconisées en conséquence.

## Toponymie
Le nom de la commune proviendrait du gaulois tullo, signifiant "gonflement, enflure", soit une élévation.

## Histoire
Le Thou est située sur la ligne de crête séparant les bassins versants Adour-Garonne et Sèvres-Loire.  Étroit passage entre le marais de Rochefort et le marais Poitevin, le territoire a toujours constitué un lieu de rencontre et d’échange. Il en est resté un immense champ de foire où il a été possible de construire la mairie et la première école du Thou, puis la salle des fêtes, l’école et les installations de tennis, de football et de boules ainsi que la zone commerciale.
Terre haute (16 à 47 mètres) entre deux zones de marais, Le Thou a toujours été un lieu de rencontres et de passage vers la mer comme en témoignent les sites archéologiques.
Ce point de passage obligé a attiré très tôt les populations. On y trouve les traces de nombreux enclos de pasteurs de l’age du fer, ainsi que deux camps néolithiques et des habitats et tombes gallo-romaines. Les voies celtiques furent réutilisées et réaménagées à l’époque romaine.
La route de La Rochelle à Paris y passait, puis la commune a vu construire les voies de chemin de fer vers Paris, La Rochelle et Rochefort. Et, peut-être, dans quelques années elle sera aussi traversés par l’autoroute A 83.
Le château des seigneurs de Sigogne
Le Thou était dès le XIIIe siècle une étape située sur « le grand chemin rochellois » qui reliait La Rochelle à Saint-Jean-d’Angély. Ce grand chemin traversait Saint-Rogatien, La Jarrie, Croix-Chapeau, Sigogne, Le Gué-Charreau, Tonnay-Boutonne et Saint-Savinien.Le nom « Sigogne » est actuellement orthographié « Cigogne ».
Sur la photo de 1950 on peut voir l’enceinte circulaire qui entourait ce qu’on appelle à ce jour « le Logis de Sigogne ». Selon les anciens propriétaires qui ont habité ce logis avant qu’il soit vendu vers 1980 il existe de nombreux souterrains dans le parc et autour du logis.

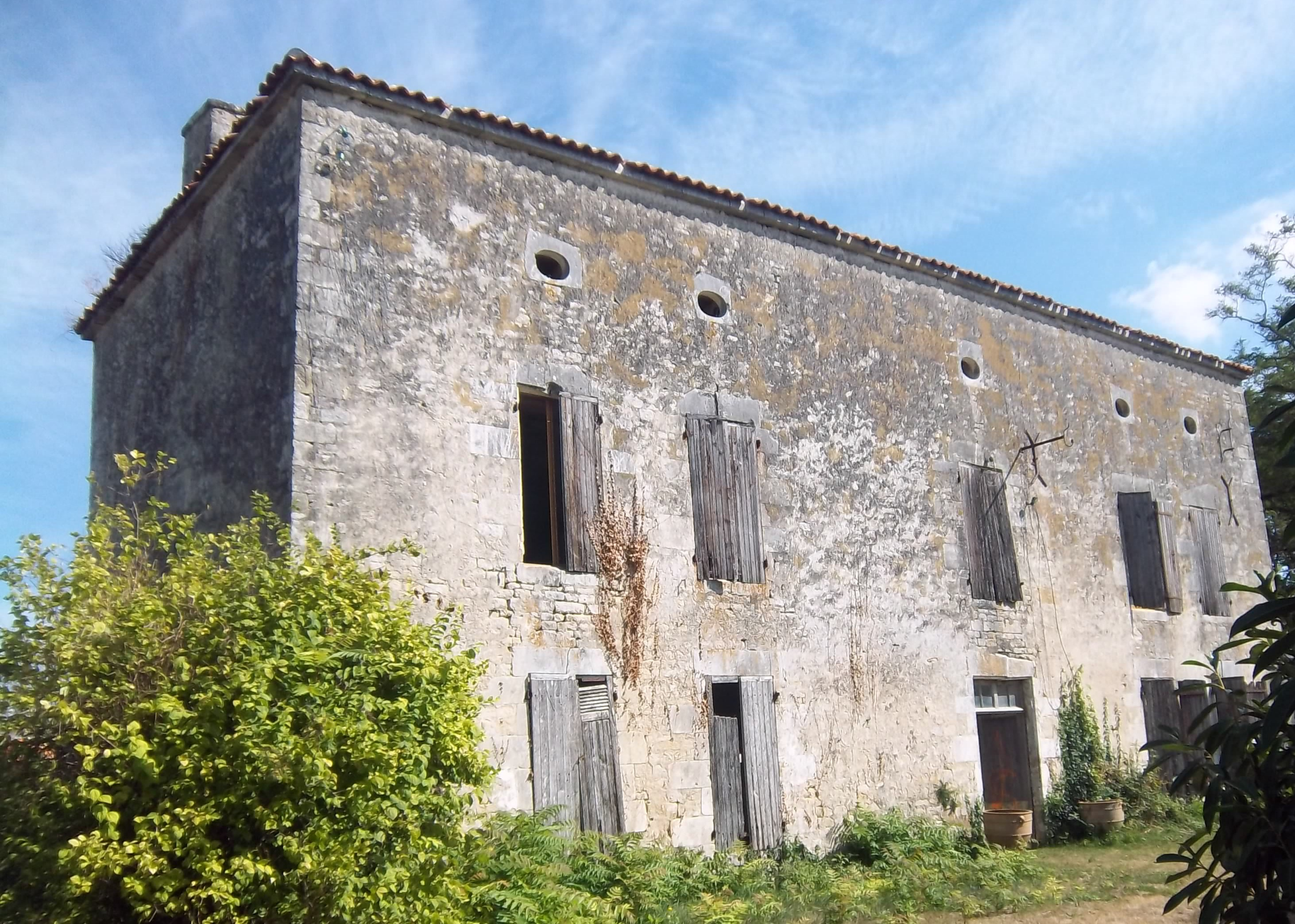
Logis de Sigogne.

### Jehan de Maigne, seigneur de Sigogne
Par son testament rédigé en 1465, Jehan de Maigne, seigneur de Sigogne, demande dans le cas où il décèderait « près de l’église du Thou de trois lieues » que son corps soit inhumé en cette église devant l'autel de monseigneur Saint-Georges.Les seigneurs de Sigogne étaient aussi seigneurs de Mandroux. (Orthographié parfois Manderoux).
Dans la monographie écrite par Mr et Mme Burgaud en 1912 il est écrit que le seigneur de Mandroux habitait le château de Sigogne.
Au XVIIe siècle existait à Mandroux un château disparu aujourd’hui et constituait la principale seigneurie de la commune de Forges d’Aunis.
Laissant à son fermier le soin de faire rentrer les redevances de ses paysans, le seigneur habitait le château de Sigogne, paroisse du Thou, étant à la fois, seigneur de Sigogne, Mandroux et autres places ; c’est ainsi que nous trouvons : Extrait de l’État des paroisses de la généralité de La Rochelle avec l’imposition de l’année 1698, le nom du seigneur à qui l’on payait redevance et la production du terroir.
« Forges 1710 livres à Monsieur de Sigogne Blé, vin et peu de pacages ». Ce seigneur était Benjamin de Magné, fils ainé du feu Benjamin de Magné et de Sylvie Boilesve.
« Le 11 août 1650, après visite de Saint-Laurent-de-Forges, nous avons visité en compagnie de M. P. Robillard, curé de l’église de Forges et M. G. Collibert, curé de Virson, la chapelle de Mandroux, sise dans un bois et distante d’un quart de lieue du bourg de Forges, où nous avons vu une grande chapelle bien bâtie.. Et n’y a aucune porte pour la fermer, ni aucune fenêtre et vitraux et rien à opposer aux bouviers et animaux qui passent dans le bois où elle est située. MM. Robillard et Collibert nous ont dit qu’il y a environ 15 ans que le défunt seigneur de Sigogne et de Mandroux a fait démolir la charpente de la chapelle et fait transporter les matériaux d’icelle dans une sienne métairie appelée Pousseloube assez proche du lieu de Mandroux.
Visite de Notre-Dame de Mandroux par Jousseaume, archiprêtre de La Rochelle
Extrait de la Monographie communale de Forges d’Aunis-Par Mr et Mme Burgaud enseignants à Forges d’Aunis-Publié le 12 juin 1912

#### Note
Les derniers seigneurs de Mandroux avant la révolution furent les Depont qui possédaient le château de Granges tout proche. Les recherches sur ce lieu ne sont pas facilitées du fait que l’on trouve des orthographes multiples qui existent pour ce lieu. Le bois de Mondroux sur la carte IGN et Mandroux ou Manderoux dans les archives et Mandrou sans le x sur la carte de Claude Masse de 1720.
L'un de ces De Pont eut une brillante carrière:Jean Samuel de Pont de Manderon, seigneur de Manderon, de Forges, de Puy-Renard (aussi écrit aujourd’hui : de Manderoux, de Mandoroux), né à la Rochelle, le 31 mars 1725, marié à Marie-Madeleine-Sophie L’Escureuil de la Tousche, suivant contrat signé le 11 mai 1766 par le roi et la famille royale, conseiller au parlement de Paris, maître des requêtes de l'Hôtel du roi, maître des requêtes au parlement, intendant de la généralité de Moulins (1768), de celle de Rouen et de celle de Metz où il succéda à Calonne, maître des requêtes honoraire, nommé le 5 juillet 1748 conseiller honoraire en la Grande chambre du parlement de Paris, maître des requêtes de l’Hôtel et au Conseil privé du roi, rue des Francs Bourgeois, au Marais, frère de Paul-Charles de Pont, seigneur des Granges.

### Abel Bouyer (1889-1942)

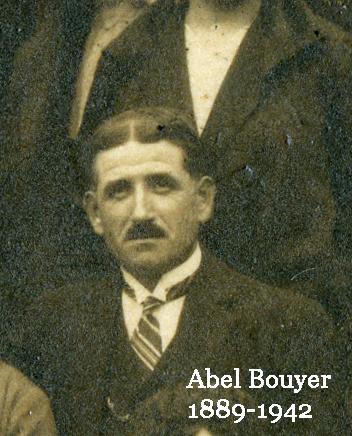
Abel Bouyer (1889-1942), portrait.

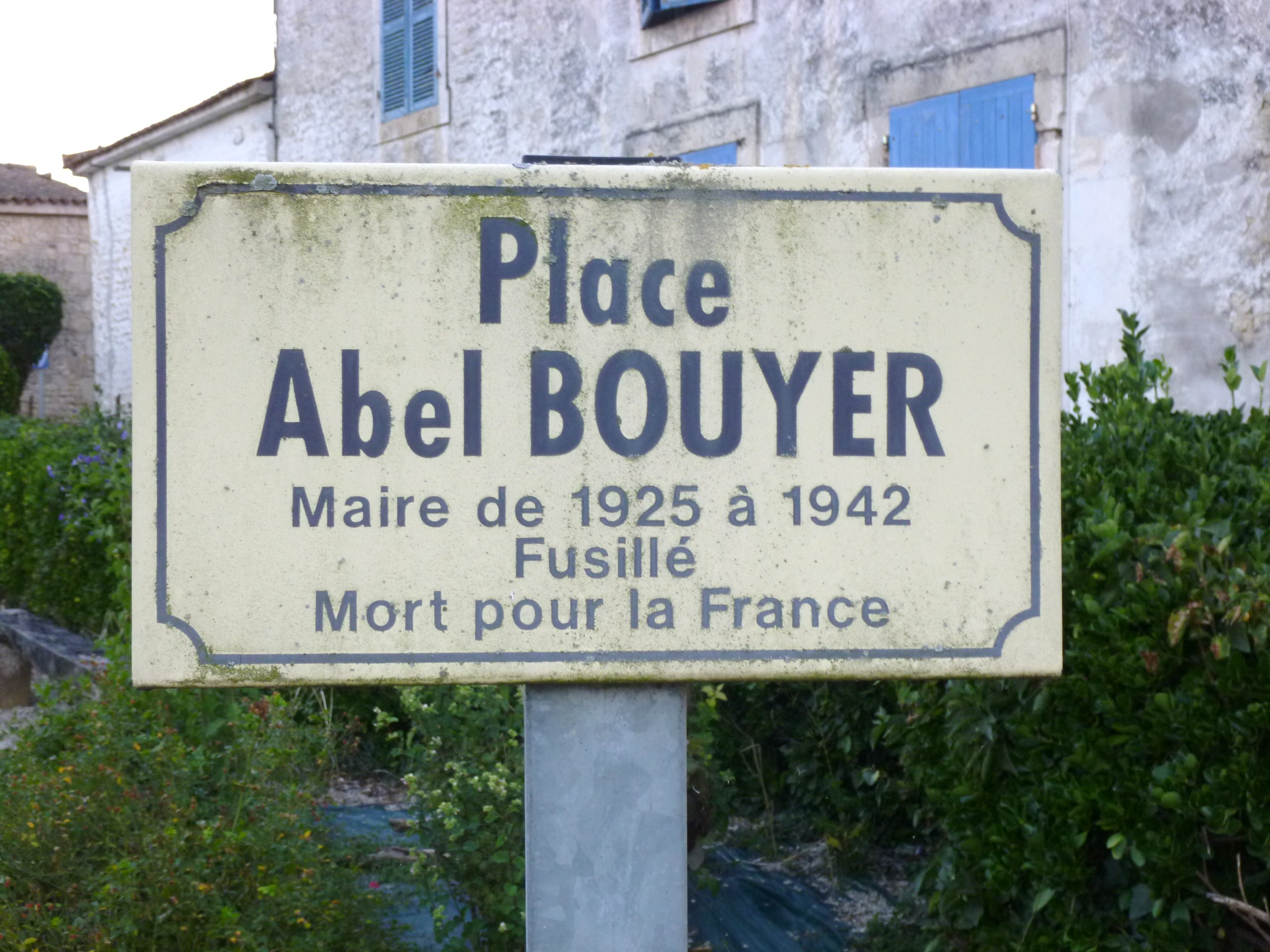
Place Abel Bouyer au Thou.

Abel Bouyer est né à Cigogne commune du Thou le 11 février 1889.
Marié avec Jeanne-Adélaïde Milhé le 22 janvier 1916 à Gers (département des Basses-Pyrénées où il effectuait son service militaire). Yves-Albert fut leur fils unique qui décéda d’une méningite foudroyante en 1939 à l’âge de 23 ans.
Il fut maire du Thou de 1925 à son décès.
Abel Bouyer fut arrêté à la Rochelle le jeudi 17 juillet 1941 avec d’autres résistants du groupe Fillol (réseau de Résistance Turma Vengeance / Évasion) qui se retrouvaient régulièrement à l’hôtel des Flots. Au sein du groupe Fillol Abel Bouyer fournissait des fausses cartes d’identité aux prisonniers évadés pour passer en zone « libre ». Ces cartes d’identité leur permettaient de continuer leur route vers l’Espagne ou le Royaume-Uni.
Sept mois après son arrestation, Abel Bouyer a été fusillé au Mont Valérien à Paris le samedi 14 février 1942. Il avait eu 53 ans trois jours avant. Des recherches et des interviews effectuées par Emilie Peu ont fait penser à une autre version possible de son décès (on lui aurait donné l’espoir d’être libéré après que le procès l’avait condamné à la prison à perpétuité et il aurait été abattu par ses geôliers lors de sa sortie de la prison du Cherche Midi à Paris). Mais une lettre rédigée à sa femme la veille de son exécution, et aujourd'hui conservée par sa famille, confirme la version initiale. De même, L.Poulhès et le dictionnaire bibliographique des fusillés relèvent le nom d'Abel Bouyer comme l'un des 9 détenus exécutés comme otages, en représailles à l’attentat survenu à Elbeuf le 21 janvier 1942 contre un soldat allemand. L'aumonier militaire allemand Franz Stock l'assiste dans ses derniers instants.
Le corps d’Abel Bouyer fut transféré au Thou le mardi 6 août 1946. Pour rendre hommage à ce résistant qui fut maire de la commune du Thou durant 16 ans, une plaque fut apposée sur la façade de sa maison de Charmeneuil. La plaque fut placée sur une stèle près du monument aux Morts du Thou le 8 mai 1995. La place
où se situe le monument aux morts porte l’inscription « Place Abel Bouyer Maire de 1925 à 1942-Fusillé-Mort pour la France ».
« L’Association des résistants d’Aigrefeuille » créée à la libération en 1945 portait le nom « Section Abel Bouyer ».

## Administration

### Liste des maires
| Période                                  | Période  | Identité          | Étiquette | Qualité                                              |
| ---------------------------------------- | -------- | ----------------- | --------- | ---------------------------------------------------- |
| Les données manquantes sont à compléter. |          |                   |           |                                                      |
| avant 1981                               | ?        | Joseph Deplanne   |           |                                                      |
| 1989                                     | 2008     | Bernard Marchand  | DVG       | Conseiller général                                   |
| 2008                                     | En cours | Christian Brunier | PS        | Retraité de l'enseignement Ancien conseiller général |

## Démographie

### Évolution démographique
L'évolution du nombre d'habitants est connue à travers les recensements de la population effectués dans la commune depuis 1793. Pour les communes de moins de 10 000 habitants, une enquête de recensement portant sur toute la population est réalisée tous les cinq ans, les populations de référence des années intermédiaires étant quant à elles estimées par interpolation ou extrapolation. Pour la commune, le premier recensement exhaustif entrant dans le cadre du nouveau dispositif a été réalisé en 2006.

En 2022, la commune comptait 2 085 habitants, en évolution de +11,14 % par rapport à 2016 (Charente-Maritime : +4,04 %, France hors Mayotte : +2,11 %).
| 1793 | 1800 | 1806 | 1821 | 1831 | 1836 | 1841 | 1846 | 1851 |
| ---- | ---- | ---- | ---- | ---- | ---- | ---- | ---- | ---- |
| 695  | 620  | 701  | 762  | 796  | 808  | 814  | 801  | 793  |

| 1856 | 1861  | 1866  | 1872  | 1876  | 1881  | 1886  | 1891  | 1896 |
| ---- | ----- | ----- | ----- | ----- | ----- | ----- | ----- | ---- |
| 898  | 1 052 | 1 073 | 1 075 | 1 120 | 1 017 | 1 068 | 1 023 | 953  |

| 1901 | 1906 | 1911 | 1921 | 1926 | 1931 | 1936 | 1946 | 1954 |
| ---- | ---- | ---- | ---- | ---- | ---- | ---- | ---- | ---- |
| 921  | 944  | 942  | 957  | 889  | 808  | 787  | 609  | 819  |

| 1962 | 1968 | 1975 | 1982 | 1990  | 1999  | 2006  | 2011  | 2016  |
| ---- | ---- | ---- | ---- | ----- | ----- | ----- | ----- | ----- |
| 864  | 792  | 844  | 975  | 1 024 | 1 170 | 1 354 | 1 744 | 1 876 |

| 2021  | 2022  | - | - | - | - | - | - | - |
| ----- | ----- | - | - | - | - | - | - | - |
| 2 052 | 2 085 | - | - | - | - | - | - | - |

## Économie
La commune compte 23 artisans et commerçants.
un ostéopathe
Une boulangerie, une crêperie et cabinet de kinésithérapeutes et d'infirmières a ouvert en 2012.
Un salon de beauté a également ouvert en 2013.

## Lieux et monuments
L'église

## Culture
Fondé il y a 30 ans par l'instituteur et le curé du village, le Jazz Club du Thou offre une programmation particulièrement riche :
Renaud Garcia-Fons, Daniel Humair, Philip Catherine, Carl Schlosser et Eric Le Lann, Paul Lay et Isabel Sörling, Giovanni Mirabassi et Sarah Lancman... faisaient partie de la saison 2018.

Les émissions "Open Jazz" et "Banzzaï" de France Musique ont d'ailleurs été retransmises du Thou à l'occasion de ce dernier concert.

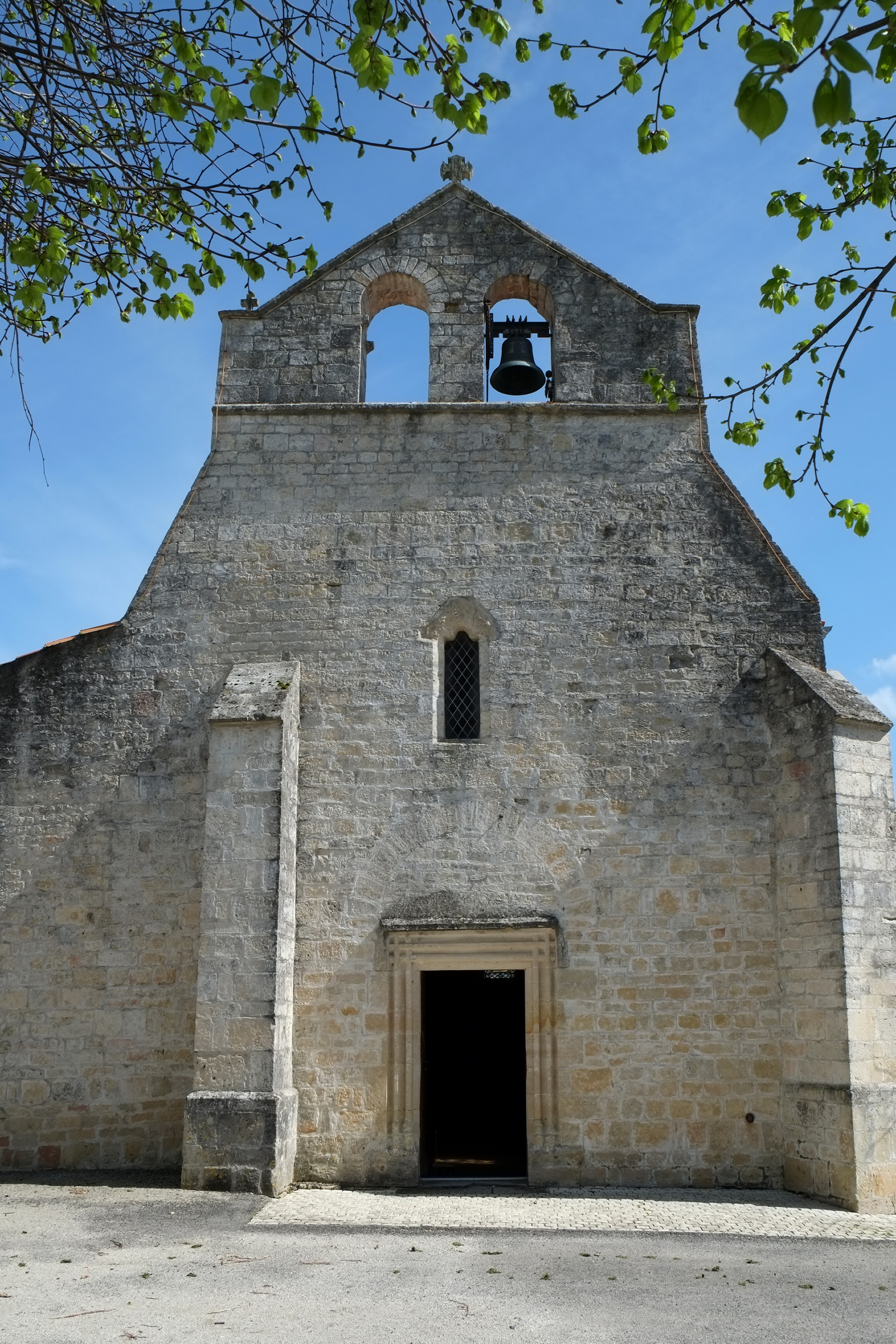
Église Saint-Pierre.